# 딜리리어스?
딜리리어스?(Delirious?)는 잉글랜드의 현대 기독교 음악 그룹이다. 예전 이름 더 커팅 에지 밴드(The Cutting Edge Band)라는 이름으로도 잘 알려져 있다. 보컬이자 기타 마틴 스미스, 기타이자 백 보컬 스튜 G (스튜어트 제라드), 베이스 기타 존 태처, 키보드와 피아노 팀 저프, 드럼과 퍼커션 스투 스미스로 이루어져 있다. 해체하기 전 2년 간은 드럼은 폴 에번스가 맡았다.

## 음반 목록
- King of Fools (1997)
- Mezzamorphis (1999)
- Glo (2000)
- Audio Lessonover?/Touch (2001/2002)
- World Service (2003)
- The Mission Bell (2005)
- Kingdom of Comfort (2008)